# De Kalb (Mississippi)
De Kalb település az Amerikai Egyesült Államok Mississippi államában, Kemper megyében, melynek megyeszékhelye is. Lakosainak száma 877 fő (2020. április 1.).

## Népesség
A település népességének változása:
| Lakosok száma | 972  | 1164 | 877  |
|               | 2000 | 2010 | 2020 |